# Дюнер
Дюнерът, наричан и дюнер кебап (на турски: döner kebap, в превод означава – „въртящ се“), е храна, съдържаща пилешко, свинско, агнешко, по-рядко пуешко или телешко месо, печено на вертикален грил, увито в лаваш, с добавка подправки, сосове и салата от пресни зеленчуци. Консумира се без използване на прибори за хранене с цел бързо хранене.
Той е разновидност на кебапа.

## История
Историята на дюнера датира от XVII век, открита в Османската империя, първоначално дюнерът е бил хоризонтален, по-късно през XIX век бива представен вертикалният вариант. Съвременният град Бурса често се смята за родното място на вертикално печения дюнер кебап.
Арабската версия на дюнера е известна като шаурма. През 30-те години на миналия век той е пренесен в чужбина и е продаван в ресторанти в Мексико от ливански имигранти. Дюнер кебапът вероятно е пристигнал в Гърция през 1920 година с обмена на население между Гърция и Турция, по-късно трансформиран в гирос.

## Галерия
- Приготвяне на дюнер в Истанбул
- Най-ранната известна снимка на вертикалния дюнер, от Джеймс Робъртсън, 1855 г., Османска империя